# Мартыновский сельский совет (Ичнянский район)
Мартыновский сельский совет (укр. Мартинівська сільська рада) — входит в состав
Ичнянского района
Черниговской области
Украины.
Административный центр сельского совета находится в 
с. Мартыновка
.

## Населённые пункты совета
- с. Мартыновка
- с. Хаиха